# Високиј (Мурманска област)
Високиј (рус. Высокий) насељено је место без званичног статуса у централном делу Мурманске области, на северозападу европског дела Руске Федерације. Административно припада Оленегорском градском округу.
Према званичним резултатима пописа становништва из 2010. у насељу је живело 6.860 становника, док је према званичним резултатима пописа из 2002. Високиј имао 8.092 становника.
Насеље се налази на источној обали језера Пермус, на око 5 km источно од града Оленегорска. У насељу се налази ваздухопловна база Руске ратне авијације. Занимљиво је да је у Високом 1963. боравио тадашњи први секретар Комунистичке партије Совјетског Савеза Никита Хрушчов и председник Кубе Фидел Кастро.